# メキシコ4人組
メキシコ4人組（Grupo de los Cuatro）はメキシコの国民楽派を打ち立てた4人の作曲家のグループである。1930年代半ばより形成され、ロシア5人組やフランス6人組にならって名づけられた。いずれの作曲家も民謡を創作の源としている。

## メキシコ4人組の作曲家
- ホセ・パブロ・モンカイヨ（José Pablo Moncayo）
- ブラス・ガリンド（Blas Galindo）
- サルバドール・コントレラス（Salvador Contreras）
- ダニエル・アイヤラ・ペレス（スペイン語版）（Daniel Ayala Pérez）